# 帕帕加约半岛
帕帕加约半岛（Peninsula Papagayo）位于哥斯达黎加瓜纳卡斯特省西部，南濒帕帕加約灣，拥有丰富的动植物多样性，是聖羅薩國家公園的一部分。